# World of Tanks
World of Tanks là một trò chơi trực tuyến được phát hành bởi hãng Wargaming.net (công ty) Wargaming. Trò chơi xoay quanh những phương tiện chiến đấu bọc thép (xe tăng, pháo chống tăng, pháo tự hành, v.v...) trong những năm của thế kỉ 20. Mỗi người chơi có thể điều khiển một loại phương tiện, có thể là tăng hạng nhẹ, hạng trung, hạng nặng, pháo chống tăng, pháo tự hành.Trò chơi được chính thức tổ chức tại World Cyber Game 2012.
Vào ngày 10 tháng 6 năm 2013, Wargaming công bố một phiên bản khác của World of Tanks trên nền tảng Xbox 360 với tên gọi World of Tanks: Xbox 360 Edition. Các người chơi trên Xbox 360 có một server riêng và mỗi phiên bản sẽ có tài khoản riêng. Một bản khác xuất hiện trên dòng máy Xbox One cũng được thông báo sẽ phát hành vào năm 2015. Trò chơi cũng có mặt trên phần mềm điện thoại với tên gọi World of Tanks Blitz. Bên cạnh đó, World of Tanks: Generals, một loại game đối kháng theo kiểu thẻ bài, tuy nhiên nó đã bị khai tử vào năm 2016.

## Cách chơi
Người chơi sẽ điều khiển một xe tăng đã chọn từ xưởng xe, và sẽ xuất phát trong một màn chơi ngẫu nhiên. Người chơi cũng có thể giao tiếp với đồng đội hoặc người chơi khác thông qua voice chat hoặc đánh máy. Ngoài ra cũng tồn tại một số hiệu lệnh cơ bản để thông báo với phe mình thông qua các phím tắt.
Luật chơi sẽ phụ thuộc vào từng màn chơi, có thể là tiêu diệt toàn bộ phe đối phương, hoặc chiếm giữ thành công căn cứ địch.
Trò chơi có nhiều hệ thống đặc biệt như ngụy trang, nẩy đạn, lật xe...
Sau mỗi màn chơi, game thủ sẽ nhận được một phần thưởng tương ứng với thành tích của mình, bao gồm bạc, kinh nghiệm xe, vàng (ở một vài trường hợp đặc biệt), kinh nghiệm tự do và kinh nghiệm kíp lái và vé.
Các loại tài nguyên trong trò chơi: 
- Bạc (Credits) dùng để mua thiết bị, mua bộ phận, mua đạn dược, mua xe, đào tạo kíp lái.
- Kinh nghiệm chiến đấu (Combat experience) dùng để mở khóa các bộ phận của xe và lên cấp, nó gắn liền với xe đang sử dụng. Sau mỗi trận đấu thì điểm kinh nghiệm tăng lên.
- Kinh nghiệm tự do (Free experience) được sinh ra dựa vào phần trăm kinh nghiệm xe kiếm được, chúng cũng như kinh nghiệm xe là dùng để mở khóa, tuy nhiên nó có thể dùng cho bất cứ xe nào, và cũng được dùng để đào tạo nhanh kíp lái.
- Kinh nghiệm kíp lái (Crew experience) dùng để nâng cấp kỹ năng kíp lái.
- Vàng (Gold) dùng để tháo những thiết bị cố định trên xe, tăng tốc kíp lái 100%, đổi kinh nghiệm xe thành kinh nghiệm tự do, và mua xe VIP cũng như tài khoản VIP.
- Trái phiếu (Bond), mới xuất hiện từ bản cập nhật 9.19, loại tài nguyên này chỉ có thể kiếm được trong trận đánh xếp hạng và trao thưởng cuối mùa giải xếp hạng. Nó được sử dụng để mua thiết bị cao cấp. Kể từ bản cập nhật 9.20, nó có thể được kiếm từ trận đánh ngẫu nhiên với điều kiện tất cả xe đều là xe cấp X và thể loại 30 vs 30. Từ bản cập nhật 9.20.1, Trái phiếu cũng có thể kiếm được từ các huy hiệu anh hùng miễn là từ xe cấp IV trở đi (Tuy nhiên từ bản cập nhật New 1.10 trở đi thì cách kiếm trái phiếu bằng huy hiệu anh hùng đã bị loại bỏ).
- Gạch (Resources), loại tài nguyên này chỉ sử dụng cho pháo đài, có thể kiếm được từ các trận đánh pháo đài, nó dùng để sản xuất trợ cấp cá nhân và nâng cấp pháo đài.
- Bản vẽ thiết kế (Blueprints): dùng để mở khóa xe mới hoặc giảm chi phí khi lên cấp bằng bạc hoặc kinh nghiệm. Chỉ hoàn toàn mở khóa được xe khi thu thập đủ các mảnh bản vẽ thiết kế. Các vật phẩm đặc biệt này không thể mua bằng bạc, vàng hay tiền thật mà chỉ có thể thu thập thông qua các trận đấu hoặc Phần thưởng cho công lao (Rewards for Merit).

### Các chế độ chơi
Trong World of Tanks tính đến phiên bản hiện nay là 8.5, người chơi có thể chơi các chế độ như: Trận đánh ngẫu nhiên, Tập trận, Trận đánh xếp hạng, Trận đánh đấu đội, Pháo đài và Trận đánh đặc biệt. Các chế độ cũ như: Trận đánh lịch sử, Săn thiết giáp đã bị loại bỏ để cải thiện dần cho các bản cập nhật sau này. Với trận đánh ngẫu nhiên, người chơi có thể tham gia một mình hoặc với trung đội hai hoặc ba người. Ngoài ra còn có các nhiệm vụ với các lượng phần thưởng khác nhau.

#### Trận đánh ngẫu nhiên
Ở chế độ này, người chơi sẽ tham gia thể thức 15 VS 15 trên một bản đồ, nhiệm vụ của người chơi là tiêu diệt toàn bộ đối phương hoặc chiếm căn cứ đối phương.
Chế độ này được mở rộng lên thành Đôi Công và Xung Kích, khi Đôi Công là hai bên sẽ tiêu diệt toàn bộ đối phương hoặc chiếm căn cứ trung lập, và Xung Kích là một bên phòng thủ có nhiệm vụ tiêu diệt toàn bộ đối phương hoặc giữ căn cứ cho đến hết thời gian và bên kia là tiêu diệt toàn bộ đối phương hoặc chiếm căn cứ của đội phòng thủ.
Kể từ bản cập nhật 9.20, trận đấu ngẫu nhiên xuất hiện thể thức 30 vs 30, tuy nhiên nó đang có lỗi do số lượng trận xuất hiện quá ít và hầu như là không xảy ra.

#### Trận đánh đặc biệt
Chế độ này dành cho đấu Clan hoặc các giải đấu: 
- Đối với đấu Clan, thể thức vẫn là 10 VS 10 đối với xe cấp VIII và 15 VS 15 đối với xe cấp X và nhiệm vụ sẽ là tiêu diệt toàn bộ đối phương hoặc chiếm căn cứ đối phương.
- Đối các giải đấu tùy theo yêu cầu của giải sẽ có các tùy chọn khác nhau.

#### Trận đánh xếp hạng
Xuất hiện từ bản cập nhật 9.19, chế độ này chỉ dành cho xe cấp X, thể thức 15 VS 15 và cũng là tiêu diệt toàn bộ hoặc chiếm căn cứ đối phương. Tại đây người chơi sẽ lên hạng tùy theo số vạch, có 5 hạng với yêu cầu của mỗi hạng sẽ có số lượng vạch khác nhau.
Trong mùa giải Beta 1, nếu đội người chơi thắng, 12 người có số kinh nghiệm kiếm được nhiều nhất sẽ nhận được 1 vạch, 3 người còn lại không có vạch. Nếu đội người chơi thua, 3 người có số kinh nghiệm kiếm được nhiều nhất sẽ nhận được 1 vạch, 12 người còn lại sẽ mất 1 vạch.
Trong mùa giải Beta 2, nếu đội người chơi tháng, 10 người có số kinh nghiệm kiếm được nhiều nhất sẽ nhận được 1 vạch, 5 người còn lại không có vạch. Nếu đội người chơi thua, 5 người có số kinh nghiệm kiếm được nhiều nhất sẽ không mất vạch, 10 người còn lại sẽ mất 1 vạch.

#### Tập trận
Chế độ này được dùng để tập trận, tìm hiểu cách chiến đấu. Trong chế độ này mọi thứ đều được miễn phí ngoại trừ đạn dược và toàn bộ vật phẩm trên xe.

### Loại xe tăng
Trò chơi hiện có khoảng 500 mẫu xe từ các quốc gia như Liên Xô, Đức (gồm Đức Quốc Xã, Tây Đức và Đông Đức), Mỹ, Anh (gồm Anh, Canada, Úc), Pháp, Nhật Bản (gồm Đế quốc Nhật Bản và Nhật Bản hiện tại), Tiệp Khắc, Thụy Điển, Trung Quốc (gồm Trung Hoa Đại Lục và Trung Hoa Dân Quốc), và Ba Lan.
Các mẫu xe được tái hiện lại một cách chính xác, từ độ dày giáp đến chi tiết 3D trong game, tuy nhiên có một số yếu tố được thay đổi hoặc giản lược đi để đảm bảo tính cân bằng trong game hay tăng độ thân thiện với người dùng (ví dụ như đặc tính xuyên phá của các loại đầu đạn khác nhau, hiệu năng của vũ khí,...)
Hiện tại trong game có năm loại xe tăng khác nhau, bao gồm: 
- Tăng hạng nhẹ ("Light tank" hay "LT"): Các xe tăng nhỏ, nhẹ, nhanh với mục đích đi trinh sát và quấy nhiễu đối thủ. Những chiếc xe tăng này dùng tốc độ siêu việt để bù vào điểm yếu là độ dày giáp và sát thương thấp do nòng pháo nhỏ.
- Tăng hạng trung ("Medium tank" hay "MT"): Những chiếc xe tăng với độ cơ động trung bình và tính ổn định khá cao. Thường tập trung ở tuyến 2; có thể vừa hỗ trợ sát thương cho đồng đội, vừa là nguồn hỏa lực thiết yếu ở tiền tuyến.
- Tăng hạng nặng ("Heavy tank" hay "HT"): Các xe tăng có độ cơ động thấp, nhưng có giáp siêu dày và lượng máu "khủng" bù vào tốc độ "rùa" của mình. Tập trung chủ yếu ở tuyến đầu, sử dụng độ xuyên giáp và hỏa lực cao để đối đầu với các tăng hạng nặng của địch.
- Pháo chống tăng ("Tank Destroyer" hay "TD"): Các xe bắn tỉa với hỏa lực khủng khiếp; thường tụ tập ở tuyến sau và trong những bụi rậm dày để che mắt địch nếu không may bị nhìn thấy. Giáp mỏng là điểm yếu chính của dòng tăng này.
- Pháo tự hành ("Arty", "Artillery" hay "SPG"): Những khẩu pháo đa năng với tầm bắn siêu xa qua địa hình. Chọn vị trí ở tuyến sau bởi pháo có lượng máu cực thấp và giáp rất mỏng, tuy nhiên khả năng bắn qua địa hình của nó bù lại những khuyết điểm này. Mục đích chính của pháo tự hành là bắn đạn nổ loại mạnh vào các tăng đối phương ở tuyến đầu, ép chúng phải rời khỏi vị trí phục kích.

Đa phần các phương tiện trong game đều có tháp pháo với góc quay 360 độ. Tuy nhiên, một số pháo chống tăng, phần lớn pháo tự hành, thậm chí cả một số ít xe tăng (ví dụ như xe tăng M3 Lee của Mỹ/ M3 Grant của Anh/ ISU-152K của Liên Xô) không có khả năng này. Để chuyển góc bắn, toàn bộ thân xe phải xoay, ảnh hưởng tới tốc độ nhắm và khả năng ngụy trang. Đối với loại xe này, điểm yếu của chúng là, nếu xích xe bị phá hủy, phương tiện sẽ bị vô hiệu hóa hoàn toàn.
Tất cả xe tăng trong game chỉ có thể sử dụng một loại vũ khí chính, cho dù trên thân xe có nhiều hệ thống vũ khí khác nhau.
Hầu hết các chiến xa đều được gắn bánh xích, và các mẫu xe có từ thời cuối thế chiến thứ 1 đến đầu thập niên 1960. Phần lớn các mẫu xe dựa trên những thiết kế thật, mặc dù có một số loại chỉ tồn tại trên bản vẽ và chưa bao giờ được chế tạo ở ngoài đời thực. Một số xe tăng còn được gắn bánh lốp (AMD 178B của Pháp), cho phép những chiếc xe tăng đó có tốc độ chạy cực cao (65–91 km/h), và rất khó bị bắn trúng bởi đối thủ. Điểm mạnh chính của dòng xe bánh lốp là khi một lốp bị hư hại, những chiếc lốp còn lại sẽ thay cho chiếc lốp đó và giữ cho xe tiếp tục chạy, không như xe bánh xích, nếu như bị đứt xích sẽ bất động hoàn toàn. Ngoài ra, dòng xe tăng được trang bị bánh lốp không thể xoay thân tại chỗ.

#### Liên Xô
Xe tăng Liên Xô nổi tiếng với hỏa lực mạnh, giáp dày và có độ cơ động cao, điểm yếu của nó lại nằm ở độ chính xác không cao.
(T-100 LT, Obj. 430U, IS-7, Obj. 268, Obj. 261,...)
Một số xe tăng Liên Xô trong WoTs khá độc đáo và khá "mất cân bằng" so với mặt bằng chung như Obj. 264 version 4 (cũ), Obj. 279 (e), Obj. 703 v2...
Xe tăng Liên Xô có độ hạ nòng rất kém, nên nếu bạn hay sử dụng chiến thuật "Hulldown", xe tăng Liên Xô không phù hợp với bạn.
 Đức Quốc xã
Xe tăng Đức, với chất lượng thép tuyệt hảo, các xe tăng Đức có thể càn quét bất cứ gì với khẩu súng chính xác của mình. Tuy vậy, xe tăng Đức thường rất nặng, kích thước khá cồng kềnh và di chuyển chậm.
(Rhm. Pzw., Leopard 1, Maus, Grille 15, G.W. E 100,...)

#### Hoa Kỳ
Số lượng hơn chất lượng, xe tăng Mỹ tuy rất nhiều nhưng giáp rất yếu, bù lại xe có động cơ mạnh và độ chính xác cao.
(Sherman, M48 Patton, T57 Heavy, T110E3, T92 HMC,...)

#### Trung Quốc
(Trung Quốc bao gồm Trung Hoa Đại Lục và Trung Hoa Dân Quốc)
Từ một quốc gia sử dụng hàng viện trợ và chiến lợi phẩm cho đến việc sao chép công nghệ của nước khác, xe tăng Trung Quốc có điểm mạnh của những xe sao chép và sự nâng cấp từ các phiên bản sau.
(WZ-132-1, 121, WZ-111 5A, WZ-113G FT, WZ-120G FT,...)
Đối với người chơi mới, không nên chơi nhánh Trung Quốc vì nó khá khó thành thục. Cũng như độ hạ nòng kém và hay nổ gác đạn.

#### Pháp
Là quốc gia có xe tăng mang tính chất của xe tăng hiện đại đầu tiên trong chiến tranh, tuy nhiên vì yếu tố lịch sử mà các xe tăng Pháp thời kì đầu mang ảnh hưởng của Đức. Xe tăng Pháp có độ cơ động hàng đầu trong các cây công nghệ, kể cả pháo tự hành cũng có thể đạt tốc độ 50 km/h.
(EBR 105, B-C 25 t, AMX 50 B, Foch B, B-C 155 58,...)
Nếu là người chơi đam mê tốc độ, xe tăng Pháp sinh ra là để dành cho bạn, tuy nhiên để chơi thành thạo cần độ am hiểu khá lớn về địa hình và khả năng phản ứng trên tuyến đầu.

#### Anh
Là nước sử dụng xe tăng lần đầu tiên trong Thế chiến thứ nhất, xe tăng Anh có tốc độ chậm nhưng có hỏa lực khá tốt, đặc biệt là pháo chống tăng và pháo tự hành.
(Manticore, Centurion AX, S. Conqueror, FV4005, Conqueror GC,...)

#### Đế quốc Nhật Bản
Đất nước mặt trời mọc đã sinh ra các xe tăng mang tính chất Á Đông, cùng với đó với sự tự tôn dân tộc đã tạo nên những chiến binh thép ngoài chiến trường. Có tốc độ tốt nhưng hỏa lực chỉ ở mức trung bình. Đặc biệt giáp tăng Nhật những cấp đầu khá yếu, cần tránh đối đầu trực diện
(Chi-Ha, STB-1, Type 5 Heavy, O-I, Type 61,...)
Tại thời điểm hiện tại, không nên chơi nhánh tăng hạng nặng Nhật ở cấp IX, X vì nó khá yếu so với mặt bằng chung.

#### Tiệp Khắc
Là nước sản xuất những chiếc xe hạng nhẹ cho Đức thời kì đầu và sau có hơi hướng theo thiết kế của Liên Xô
(LT vz. 38,Škoda T 25,TVP T 50/51, Škoda T 50, TVP VTU, T-34/100,...)

#### Thụy Điển
Mới được đưa vào đầu năm 2016. Đây là quốc gia duy nhất có những chiếc pháo chống tăng với cơ chế thủy lực đặc biệt. Có tốc độ tốt nhưng giáp khá yếu, cần rất nhiều độ thành thục
(Strv m/40L, UDES 15/16, Kranvagn, Strv 103B, Ikv 90 B,...)

#### Ba Lan
Tăng Ba Lan có lượng sát thương cao, với giáp nghiêng và dày giống các tăng Liên Xô.
(14TP, CS-63, 60TP, B.U.G.I., Pudel,...)

### Đấu Clan
Đấu Clan (Clan Wars) trong World of Tanks gồm 2 phần chính: Pháo đài và Bản đồ Thế giới. Trong đấu Clan, người chơi có thể sử dụng xe tăng cấp VI, VIII hoặc X. Cấp VI có tối đa 7 người mỗi đội, Cấp VIII có 10 và cấp X có 15.

#### Pháo đài
Mỗi Clan có riêng cho mình pháo đài của họ, nếu Chỉ huy Clan muốn xây dựng nó. Mỗi pháo đài bắt đầu với một phân khu và có thể nâng lên làm 4 phân khu để tăng số lượng thành viên. Tuy nhiên, nếu số lượng thành viên ít thì số phân khu cũng đóng lại. Phân khu là nơi mà có thể xây dựng các công trình.
Có nhiều loại công trình, tuy nhiên chỉ có một trong số chúng có thể xây được. Một số công trình vận hành (bằng cách tốn tài nguyên) các trợ cấp có thể sử dụng để tăng cường tạm thời cho thành viên Clan tăng số kinh nghiệm và bạc, hoặc có khả năng pháo kích hoặc ném bom khi đang diễn ra trận đấu pháo đài. Để xây dựng phải có tài nguyên, chúng được kiếm từ việc thắng pháo đài khác hoặc giao chiến.
Ngoài ra, pháo đài xây lên có thể bị cướp tài nguyên nếu thua khi tranh chấp pháo đài, từ bản cập nhật Update 9.17.1, thể thức pháo đài bị thay đổi và khả năng cướp tài nguyên không còn nữa.
Trước đây, có một loại công trình là Bộ quốc phòng, cung cấp các nhiệm vụ đặc biệt để nhận vàng, bạc, các thiết bị sử dụng. Tuy nhiên, nó đã bị loại bỏ trong Bản cập nhật 9.17.1.

#### Bản đồ thế giới
Bản đồ thế giới là tập hợp các mặt trận dựa trên bản đồ thực tại. Có 3 mặt trận cho cấp VI, VIII và X. Mỗi mặt trận có thu nhập vàng nhất định dành cho Clan nào chiếm giữ. Một Clan có thể tham gia Bản đồ thế giới bằng cách tham gia vòng loại đổ bộ, đối mặt với các clan khác và giành lấy quyền làm chủ mảnh đất đó.
Từ Mùa giải thứ sáu, mặt trận cấp 6 bị loại bỏ.

### Cấp độ
Hiện tại trong game có 10 cấp độ chơi (tier), được phân từ 1 đến 10, (với cấp I là cấp cơ bản nhất, có sẵn cho người chơi khi tạo tài khoản). Với mỗi một cấp độ đại diện cho một bước phát triển của chiến xa trên phương diện hỏa lực, giáp, độ cơ động, v.v.... với độ khó tăng dần theo từng cấp độ. Một số bản đồ chỉ tồn tại cho những cấp độ nhất định. Để đảm bảo tính công bằng trong game, ở mỗi cấp độ khác nhau, người chơi chỉ đối mặt với các loại tăng khác không lớn hơn quá 2 cấp độ (ví dụ như chiến xa cấp V sẽ không phải đối mặt với chiến xa cấp VIII, IX, X), ngoại trừ đối với tăng hạng nhẹ là 3 cấp độ và một số loại xe được mua bằng vàng (loại tiền được giao dịch trực tiếp với nhà phát hành) được ưu tiên chỉ gặp tối đa xe lớn hơn 1 cấp độ. Ở bản mới nhất của World of Tanks, cơ chế gặp kẻ thù lớn hơn 3 cấp của Tăng hạng nhẹ đã bị loại bỏ.

### Kíp lái
Là yếu tố không thể thiếu trong trò chơi (xe tăng sẽ không được ra trận nếu không có đủ kíp lái). Mỗi quốc gia trong game có những kíp lái của riêng mình. Số lượng thành viên trong kíp lái phụ thuộc hoàn toàn vào phương tiện mà người chơi sử dụng, có thể từ 2 đến 6 người. Mỗi thành viên đảm nhận một hoặc một vài vị trí khác nhau, như chỉ huy, lái xe, liên lạc viên, pháo thủ, nạp đạn viên.
Nếu một thành viên bị thương trong trận đấu, khả năng của chiến xa sẽ sút giảm, tùy thuộc vào vai trò mà người đó đảm trách:
- Chỉ huy bị thương: tầm nhìn của xe bị giảm một nửa, kỹ năng Giác quan thứ 6 bị tắt và khả năng của kíp lái bị giảm.
- Pháo thủ bị thương: tốc độ ngắm và độ chính xác sẽ bị ảnh hưởng đáng kể.
- Lái xe bị thương: tốc độ xe chạy và tốc độ quay xe giảm.
- Liên lạc viên bị thương: tầm liên lạc của xe bị giảm.
- Nạp đạn viên bị thương: thời gian nạp đạn bị tăng lên gấp đôi.

Nếu toàn bộ kíp lái bị tiêu diệt, xe tăng sẽ bị loại khỏi vòng chiến ngay lập tức, bất kể lượng máu. Người chơi có thể hồi sinh một thành viên bằng túi cứu thương hoặc nhiều thành viên bằng hộp cứu thương.
Mỗi thành viên kíp lái có một hệ thống kỹ năng riêng biệt, sẽ được mở khóa nếu thành viên nhận đủ kinh nghiệm, và sẽ ảnh hưởng khá nhiều đến hiệu suất của xe.
Một thành viên kíp lái có thể đảm nhận nhiều vai trò khác nhau, nếu một xe không có đủ số lượng người cần thiết để có thể phân bổ hết các chức năng của xe.

### Bộ phận xe
Là thành phần được mở khóa bằng kinh nghiệm xe và kinh nghiệm tự do, có thể được mua với một lượng bạc nhất định. Mỗi xe tăng có thể mở khóa một hoặc nhiều bộ phận khác nhau, bao gồm nòng pháo, tháp pháo, điện đài, hệ thống tải, động cơ. Một số bộ phận phải được mở trước khi tiếp cận với xe tăng khác. Nhiều xe tăng có thể sử dụng chung mô đun, thậm chí đạn dược nếu chung cỡ nòng và loại pháo với nhau.
Nếu một bộ phận bị hư hỏng, hiệu suất của xe tăng sẽ bị ảnh hưởng:
- Xích xe: Xích xe bị hư hại không ảnh hưởng đến hiệu suất; tuy nhiên nếu bị hỏng hoàn toàn, xe sẽ không thể di chuyển, và khi sửa xích xong, tỉ lệ bị đứt lần sau sẽ cao hơn.
  - Bánh xe: Bộ phận đặc biệt được chế tạo dành riêng cho dòng xe bánh lốp. Nếu lốp bị trúng đạn tốc độ xe sẽ giảm dần theo tỉ lệ thuận với số lốp bị hư hại. Để dừng hẳn một chiếc xe bánh lốp yêu cầu phải bắn hỏng một nửa số bánh lắp trên xe cộng thêm 1 (ví dụ: EBR 105 có 8 bánh, để dừng một chiếc EBR 105 cần phải phá huỷ 5 chiếc bánh xe mới có thể bắt chiếc xe dừng lại).
- Radio: Radio bị hư hại không ảnh hưởng đến hiệu suất; nếu bị bắn hỏng, tầm liên lạc giữa xe và đồng đội giảm đi một nửa.
- Động cơ: Động cơ bị hư hại sẽ làm giảm tốc độ của xe, nếu bị bắn hỏng xe sẽ không thể di chuyển hoặc cháy xe.
- Bình nhiên liệu: Khi bình nhiên liệu bị hư hại sẽ có tỉ lệ cháy cao hơn, nhưng không ảnh hưởng hiệu suất. Nếu bị bắn hỏng hoàn toàn, thùng nhiên liệu sẽ cháy làm máu người chơi bị giảm liên tục trong một khoảng thời gian.
- Thiết bị ngắm quang học: Kính ngắm bị hư hại không ảnh hưởng hiệu suất; nhưng nếu bị bắn hỏng sẽ làm giảm một nửa tầm nhìn.
- Gác đạn: Gác đạn bị hư hại làm tăng gấp đôi thời gian nạp đạn. Khi bộ phận này bị hỏng hoàn toàn, xe sẽ nổ tung do gác đạn bị nổ.
- Đai tháp pháo: Đai tháp pháo bị hư hại làm giảm tốc độ xoay tháp pháo. Khi bị hỏng hoàn toàn, tháp pháo sẽ kẹt cứng cho đến khi được sửa chữa.
- Nòng pháo: Nòng pháo bị hư hại làm giảm độ chính xác khi bắn. Khi bị bắn hỏng hoàn toàn, không thể khai hỏa cho đến khi được phục hồi lại về tình trạng hư hại

Tương tự như kíp lái, người chơi có thể sửa chữa một mô đun với bộ sửa chữa nhỏ hoặc nhiều bộ phận trong thời gian ngắn với bộ sửa chữa lớn.
Ngoài việc bị hỏng do đạn, xích xe có thể bị hỏng nếu bị xe khác đâm vào, ngoài việc hỏng, xe còn có thể bị mất máu hoặc bị loại nếu hết máu. Việc làm rơi xe cũng làm xe bị loại ngay lập tức tùy vào độ cao.
Ngoài ra, nếu xe cháy, lửa sẽ lan đến các bộ phận khác gây hỏng hóc và giảm lượng máu của xe tăng, lửa sẽ tự động tắt sau khoảng thời gian nhất định tùy theo trình độ kíp lái. Người chơi có thể dùng bình chữa cháy nhưng phải kích hoạt bằng phím bấm hoặc dùng bình chữa cháy tự động sẽ tự động dập lửa nếu xe cháy.
Xe cũng sẽ bị loại nếu bị chìm khi ngâm trong nước quá 10 giây hoặc bị lật xe mà không thể lật lại quá 30 giây.

## Nhận xét
World of Tanks được đánh giá khá cao trong cộng đồng game thủ, với số điểm 85/100 của trang Metacritic.
Vào ngày 21/1/2013, Trang kỷ lục thế giới Guinness công nhận trò chơi là game có số lượng người chơi cùng lúc cao nhất với 190.541 người tại server RU2 của Nga.